# Distretto di Mengen
Il distretto di Mengen (in turco Mengen ilçesi) è uno dei distretti della provincia di Bolu, in Turchia.
| Controllo di autorità | VIAF (EN) 157213816 · LCCN (EN) n88196589 |